# Куюков, Михаил Михайлович
Михаи́л Миха́йлович Куюков (1924—1943) — Герой Советского Союза, комсомолец, красноармеец, помощник наводчика (пулемётчик) 3-го батальона 194-го Краснознамённого Ташкентского стрелкового полка 162-й стрелковой дивизии 19-го стрелкового корпуса 65-й армии Белорусского фронта.

## Биография
Родился 22 ноября 1924 года в селе Абашево, ныне село Староабашево Новокузнецкого района Кемеровской области, в семье охотника. Шорец.
Отец — Михаил Степанович, мать — Феодосия Прокопьевна. Рано остался без матери, воспитывался отцом. С 6 лет хорошо ходил на лыжах, ходил с отцом на охоту.
В школу пошёл учиться в улусе Мыски, жил здесь у тёти. После школы окончил краткосрочные курсы трактористов, работал в колхозе в посёлке Боровково, объездчиком в Мысковском лесничестве.
В августе 1942 года был призван в Красную Армию Мысковским райвоенкоматом. Военную подготовку прошёл в городе Омске на базе военного училища. С февраля 1943 года участвовал в боевых действиях.
В сентябре 1943 года в наступательных боях на подступах к реке Сож (южнее города Гомель, Белоруссия) красноармеец Куюков уничтожил 5 пулемётных точек противника, 4 гитлеровцев взял в плен. В ночь на 30 сентября у села Скиток на реке Сож (Гомельский район Гомельской области) участвовал в отражении 3 контратак противника. Был ранен, но остался в строю. Когда был разбит пулемёт, вёл огонь из бронебойного ружья и автомата. Погиб в этом бою.
Куюков был похоронен на месте боя.
В 1957 году был перезахоронен в братской могиле в селе Калинино Терешковичского сельского совета (Гомельский район Гомельской области).

## Описание подвига
В ночь на 30 сентября 1943 года 3-й батальон атаковал деревню Сниток на реке Сож, на подступах к городу Гомель. Три раза бойцы поднимались в атаку, но огонь немецких пулемётов, миномётов и артиллерии не давал возможности ни на шаг продвинуться вперёд. Красноармеец Куюков, не щадя своей жизни, под пулями и разрывами вражеских мин и снарядов, выкатил свой пулемёт на открытую позицию и шквальным огнём подавил огневые точки противника, чем дал возможность бойцам ворваться в траншеи и выбить гитлеровцев.
Немцы не хотели упустить из рук этот выгодный рубеж. Собрали свои резервы, и перешли в контратаку. На пулемёт красноармейца Куюкова шло более 50-ти гитлеровцев, они поливали его градом пуль, забрасывали гранатами. Красноармеец Куюков был ранен в обе ноги, но не оставил свой пулемёт.
Превозмогая боль и истекая кровью, он истреблял гитлеровцев до тех пор, пока последний гитлеровец был сражён пулемётной очередью. Контратака успешно была отражена. Под прикрытием сильного артиллерийского и миномётного огня новые цепи гитлеровцев шли в контратаку. Завязались ожесточённые бои, немцы, понеся большие потери в живой силе и технике и не добившись успеха, отошли на прежние позиции. Обозлённые неудачей, они перегруппировались, пошли штурмом в третью контратаку.
В это время вражеская мина разбила пулемёт красноармейца Куюкова. Красноармеец Куюков взял бронебойку убитого товарища и, пока не кончились патроны, в упор расстреливал из неё гитлеровцев. Бойцов оставалось всё меньше и меньше, на каждого обороняющегося приходилось по 5-6 немцев.
Вражеские солдаты ворвались в траншеи и окружили красноармейца Куюкова. Красноармеец Куюков схватил автомат и в упор расстреливал гитлеровцев, а когда в магазине осталось два патрона, взял из чехла сапёрную лопатку и убил подбежавшего к нему гитлеровца.
Видя, что он попал в безвыходное положение и, не желая попасть живым в руки немцев, повернулся лицом к товарищам и громко крикнул «За Родину!» и последним выстрелом покончил с собой, жертвуя своей жизнью. В этом единоборстве красноармеец Куюков истребил около 50 вражеских солдат и 2 офицеров.

## Память
- В городе Мыски на мемориальном комплексе боевой славы в мае 2010 года был установлен бюст Героя[1].
- Имя Куюкова носят улицы в городах Мыски, Междуреченск[2] и Новокузнецк Кемеровской области и в агрогородке Терешковичи Гомельского района Гомельской области Белоруссии.
- В честь Героя-земляка в городе Мыски ежегодно в канун Дня Победы проводится легкоатлетическая эстафета, а в Междуреченске проводится всероссийский турнир по боксу.
- Мемориальные доски Куюкову установлены:
  - на фасаде школы № 1 города Мыски, где указано «Мысковская средняя школа имени Героя Советского Союза М. М. Куюкова, бывшего нашего ученика»;[3];
  - в 2007 году по ходатайству Новокузнецкой городской общественной организации «Шория» вблизи места рождения Куюкова на здании станции Карлык (Кемеровская железная дорога);
  - в Омске на здании военного училища, где он проходил боевую подготовку;
  - в 2008 году в селе Староабашево Новокузнецкого района[4].
- Имя Куюкова присвоено горе, расположенной в горной области Горная Шория, с координатами 53 38,3 северной широты, 88 52,8 восточной долготы и абсолютной высотой 1027,1 метра[5].

## Награды
- Указом Президиума Верховного Совета СССР «О присвоении звания Героя Советского Союза генералам, офицерскому, сержантскому и рядовому составу Красной Армии» от 15 января 1944 года за «образцовое выполнение боевых заданий командования на фронте борьбы с немецкими захватчиками и проявленными при этом отвагу и геройство» красноармейцу Куюкову Михаилу Михайловичу присвоено звание Героя Советского Союза (посмертно)[6].
- Награждён орденом Ленина.